# 파주 수길원
파주 수길원(坡州 綏吉園)은 대한민국 경기도 파주시에 있는 조선 21대 영조(재위 1724∼1776)의 후궁인 정빈이씨(1693∼1720)의 무덤이다. 1991년 10월 25일 대한민국의 사적 제359호 수길원으로 지정되었으나, 2011년 현재의 명칭으로 변경되었다.

## 개요
조선 21대 영조(재위 1724∼1776)의 후궁인 정빈이씨(1693∼1720)의 무덤이다. 정빈이씨는 영조의 맏아들인 효장세자(진종:정조의 양아버지)를 낳았다.
무덤 주변을 둘러싸는 담장(곡장)이 있으며, 비석과 문석인을 비롯하여 여러 석물들이 있다. 위패는 조선시대 역대 왕이나 추존된 이의 생모인 후궁들의 위패를 모신 칠궁(七宮)의 하나인 연호궁에 안치되어 있다.

## 방문
파주 수길원은 사적지 원형 보존과 훼손 방지를 위하여 비공개로 관리중이다. 학술조사 등 목적으로 관람을 희망할 경우에는 사전에 서부지구관리소 파주삼릉에서 허가를 받은 후 출입 가능하다.

## 참고 자료
- 파주 수길원 - 국가유산청 국가유산포털